# Lissonotus flabellicornis
Lissonotus flabellicornis là một loài bọ cánh cứng trong họ Cerambycidae.